# Durativ (Grammatik)
Durativ (zu lateinisch durare „dauern“) – auch Aterminativ, Kontinuativ oder Kursiv genannt – ist eine Aktionsart von Verben, also eine Bedeutungseigenschaft, die Arten des zeitlichen Verlaufs einer Situation betrifft bzw. ihre Einteilung in Phasen. Im typischen Fall bezeichnet ein duratives Verb Vorgänge, die keine Gliederung in verschiedene Phasen haben, also „Vorgänge, die hinsichtlich ihres Zeitablaufs kontinuierlich bzw. nicht weiter strukturiert sind (brennen, arbeiten, essen).“
Die Bezeichnung durative Aktionsart kommt vor allem in der älteren und in der philologisch orientierten Literatur vor, jedoch kaum in der neueren Literatur zu Aktionsarten im Rahmen der formalen Semantik, dementsprechend sind Definitionen in modernen Begriffen schwankend und mit Unsicherheiten behaftet. In manchen Quellen erscheint durativ als Gegenbegriff zu terminativ, also als Gegenbegriff zu Verben, die in ihrer Bedeutung eine inhaltliche Begrenzung einer Situation definieren (z. B. den Teller leeressen; durativ wäre hingegen die reine, unbestimmte Aktivität essen). In anderen sprachwissenschaftlichen Quellen erscheint durativ als Gegenbegriff zu punktuell, bezeichnet dann also Situationen, die eine zeitliche Ausdehnung besitzen. Es bleibt in der Literatur häufig unklar, ob Zustandsprädikate (also Situationen ganz ohne innere Dynamik oder Veränderung) auch als durativ zählen sollen.
In manchen deutschen Grammatiken wird die durative Aktionsart auch als imperfektiv bezeichnet; jedoch ist in der Regel imperfektiv eine Bezeichnung für einen grammatischen Aspekt, was von Aktionsart zu unterscheiden ist.

## Durative Verben und durative Adverbiale
Der Begriff durativ findet abgesehen von Verben ebenfalls Anwendung auf die Einteilung von Zeitadverbialen: Als durative Adverbiale werden Ausdrücke bezeichnet wie (eine Zeit) lang, die dementsprechend als Test für durative Verben verwendet werden können:
- arbeiten — eine Stunde lang / zwei Stunden lang arbeiten

Das Verb arbeiten ist durativ, die Dauer der Situation ist frei bestimmbar.
- aufessen —  ?? eine Stunde lang das Brot aufessen

Das Verb aufessen ist nicht durativ, sondern terminativ, und unverträglich mit dem Adverbial  (eine Zeit) lang. Die Begrenzung der Situation ist nicht durch eine Dauerangabe bestimmbar (sondern ergibt sich daraus, wann das Brot zu Ende ist).
Weitere Beispiele für durative Verben im Deutschen sind: brennen, essen (intransitiv), schlafen, sehen, rennen.

## Durativität und die Begrenzung einer Situation
Durative Verben werden als Gegensatz zu terminativen Verben definiert: Während letztere Situationen bezeichnen, deren Endpunkt von der Verbbedeutung vorgegeben ist (also eine „Kulminationsphase“ haben), bezeichnen durative Verben Situationen, die ihrer Beschreibung nach unbegrenzt fortdauern könnten (unabhängig davon, wann sie faktisch enden). Der Begriff durativ wird daher manchmal so aufgefasst, dass er gleichbedeutend ist mit atelisch; in der Duden-Grammatik (2009) wird diese Gleichsetzung explizit vorgenommen.
In der Slawistik werden sogenannte „delimitative“ Verben auch als durativ klassifiziert (wenngleich sie aspektuell perfektiv sind), z. B. wie in dem russischen Beispiel:
```
Ja  postojal   tam  čas

Ich (po-)stand dort eine-Stunde
```

Das Verb stojal „(ich) stand“ erscheint hier mit dem Präfix po- „für gewisse Zeit / ein wenig“. Es handelt sich dadurch um eine zeitlich begrenzte Situation. Allerdings nimmt das po- eine Begrenzung nicht durch ein inhaltliches Kriterium vor (wie in dem obigen Beispiel „aufessen“), sondern nur durch eine (unbestimmte) Zeitangabe. Insofern ergibt sich immer noch ein Unterschied zu terminativen Verbbedeutungen. Angesichts dieses Beispiels schlägt Comrie (1976) vor, den Begriff durativ so einzugrenzen, dass er eine Situation von gewisser Dauer bezeichnen soll, also unabhängig von Imperfektivität und im Gegensatz vor allem zu punktuellen Ereignissen.

## Durativ und die Unterscheidung Aktivität / Zustand
Im Wortlaut vieler Definitionen wird verlangt, dass durative Verben „Vorgänge“ (oder Aktivitäten) bezeichnen; auch in solchen Quellen findet man jedoch auch Zustandsprädikate unter den angegebenen Beispielen. In anderen Werken werden Zustände explizit unter die durativen Prädikate eingeschlossen. Insofern erscheint es ungeklärt, wie sich der Begriff durativ zu der Unterscheidung Zustand / Vorgang verhält.
Der Unterschied zwischen beiden Klassen ist, dass Zustände Situationen ohne innere Dynamik und ohne Stadienabfolge sind, also zeitlich vollkommen homogen. Sie können daher auf Zeitpunkte bezogen werden:
- Als ich um 12 Uhr in den Keller schaute, war das Licht an.

Typische Aktivitäten verlangen hingegen eine minimale zeitliche Ausdehnung und können daher nicht als ganze von einem Zeitpunkt ausgesagt werden, für einen Zeitpunkt können sie nur als „im Verlauf befindlich“ bezeichnet werden; dieser Unterschied wird im Deutschen zwar nicht sichtbar markiert, aber in vielen anderen Sprachen wie z. B. dem Englischen:
- When I looked into the room, John was reading a book (NICHT: read a book).

Zustände (z. B. „das Licht ist an“) müssen somit, anders als Aktivitäten wie „Lesen“, nicht unbedingt eine zeitliche Ausdehnung haben. Werden Zustände in die Klasse der durativen Prädikate einbezogen, würde Durativität also nicht notwendig zeitliche Ausdehnung implizieren (auch wenn dies immer noch der typische Fall wäre).
Das Merkmal ausgedehnte Situation erscheint in der Literatur genauer auch als ein Merkmal „[+Stadien]“. In der sogenannten Vendler-Klassifikation in vier Haupt-Aktionsarten ergibt sich hieraus, dass die Situationen „mit Stadien“ die Klassen der Aktivitäten und Accomplishments umfassen (jedoch nicht Zustände und Achievements — Für Einzelheiten zu den Vendler-Klassen siehe den Artikel Aktionsart). Falls auch Zustandsprädikate als durativ eingestuft werden, ergibt sich eine querlaufende Einteilung: „durativ“ = Zustände, Aktivitäten (jedoch nicht Achievements und Accomplishments).
Zustände erfüllen das Kriterium, dass sie mit „durativen Adverbialen“ verbunden werden können, also den Dauerangaben wie eine Zeit lang. Zustände werden also auch miterfasst, falls durative Verben einfach mit atelischen Verben gleichgesetzt werden.

## Weitere Arten von durativen Prädikaten
Neben einfachen Aktivitäten (wie arbeiten) oder Zuständen (wie krank sein) gibt es auch kompliziertere, abgeleitete Fälle von durativer Aktionsart, vor allem die iterative und die habituelle Interpretation von Prädikaten. Iterativ ist also eine Aktionsart, die einen Untertyp der durativen Aktionsart darstellt, etwa in dem Beispiel:
- Es klopfte an die Türe.
- Jemand klopfte fünf Minuten lang an die Türe.

Im ersten Beispiel ist es möglich, dass ein einzelner Klopfton zu hören ist, in dieser Interpretation ist klopfen dann ein punktuelles Ereignis und folglich nicht durativ (sondern „semelfaktiv“). Das zweite Beispiel erzwingt eine
Deutung als Aneinanderreihung (Iteration) von Klopftönen, nur auf der Ebene dieser Aneinanderreihung ist die Situation durativ, da zunächst unbestimmt ist, wie lange diese Wiederholungen sich fortsetzen. Ebenso verhält sich die habituelle Interpretation:
- Er pflegte immer seinen Teller leerzuessen.

Das Prädikat den Teller leeressen ist nicht durativ, sondern terminativ (die Handlung ist abgeschlossen, sobald der Teller leer ist, und wird nicht nach der Zeitdauer bemessen). Darauf aufbauend, kann mit dem Hilfsverb pflegen jedoch ausgedrückt werden, dass diese Handlung wiederholt und gewohnheitsmäßig stattfand; auf der Ebene der (unbestimmten) Abfolge von Wiederholungen ist die gesamte Aussage nun durativ.